# 2015年9月臺灣
| << | 2015年9月 （民國104年） | >> |    |    |    |    |
| \| 日 \| 一 \| 二 \| 三 \| 四 \| 五 \| 六 \| \| \| \| 1 \| 2 \| 3 \| 4 \| 5 \| \| 6 \| 7 \| 8 \| 9 \| 10 \| 11 \| 12 \| \| 13 \| 14 \| 15 \| 16 \| 17 \| 18 \| 19 \| \| 20 \| 21 \| 22 \| 23 \| 24 \| 25 \| 26 \| \| 27 \| 28 \| 29 \| 30 \| \| \| \| \| \| \| \| \| \| \| \| |                         |    |    |    |    |    |
| 臺灣新聞動態／維基新聞 |                         |    |    |    |    |    |
| 世界／中国大陆／臺灣 |                         |    |    |    |    |    |
| 日 | 一                      | 二 | 三 | 四 | 五 | 六 |
| |                         | 1  | 2  | 3  | 4  | 5  |
| 6 | 7                       | 8  | 9  | 10 | 11 | 12 |
| 13 | 14                      | 15 | 16 | 17 | 18 | 19 |
| 20 | 21                      | 22 | 23 | 24 | 25 | 26 |
| 27 | 28                      | 29 | 30 |    |    |    |
| |                         |    |    |    |    |    |

## 9月1日
- 臺灣高等法院認定證人陳憶隆證詞矛盾且欠缺補強證據，同時檢方之其他舉證亦無法證明徐自強為共同正犯，故基於無罪推定原則判決其無罪[1][2][3][4]。

## 9月5日
- 臺北市、新北市、基隆市計程車費率，相隔7年後於2015年10月1日0時起調漲，起程1.25公里70元不變，續程每250公尺改為200公尺跳5元，延滯計時原100秒跳5元，改為80秒；夜間11時至隔日凌晨6時為夜間加成時段，每趟次加收20元，平均漲幅14%[5]。

## 9月10日

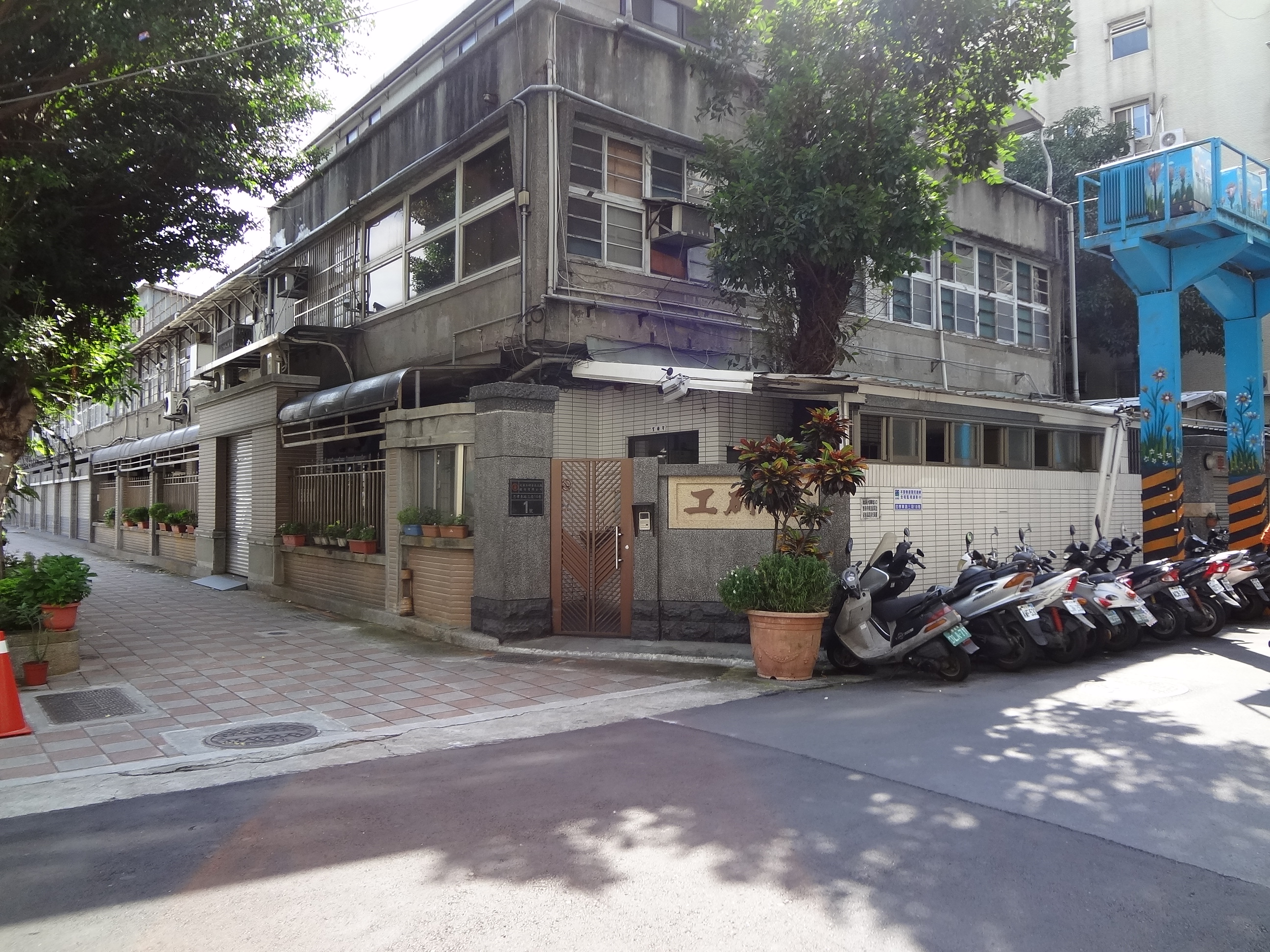
大安工研食品總部

- 大安工研食品的「工研烏酢」等11項產品，因代工廠商涉及將不良品回收製成新品之醜聞，而遭食品藥物管理署要求下架[6][7][8]。

## 9月15日
- 因無法於法定期限內獲得足夠連署書，施明德宣布退出2016年中華民國總統選舉[9][10][11]。

## 9月17日
- 歌手袁詠琳對於首度來臺灣舉辦演唱會在個人的粉絲專頁表示，她早已公開是撒旦教，而該演唱會是一種獻祭，打開靈界門戶[12][13]。

## 9月18日
- 一艘基隆籍漁船於桃園外海遭貨輪撞擊而翻覆，造成4人死亡、5人失蹤[14][15][16]。
- 臺灣高等法院檢察署因不服臺灣高等法院日前對徐自強案之無罪判決，故向最高法院提起上訴[17][18]。

## 9月20日
- 宜蘭縣政府宣布臺鐵宜蘭線羅東段將改以「原線高架化」為規畫原則，新計畫預計年底陳報交通部[19]。

## 9月22日

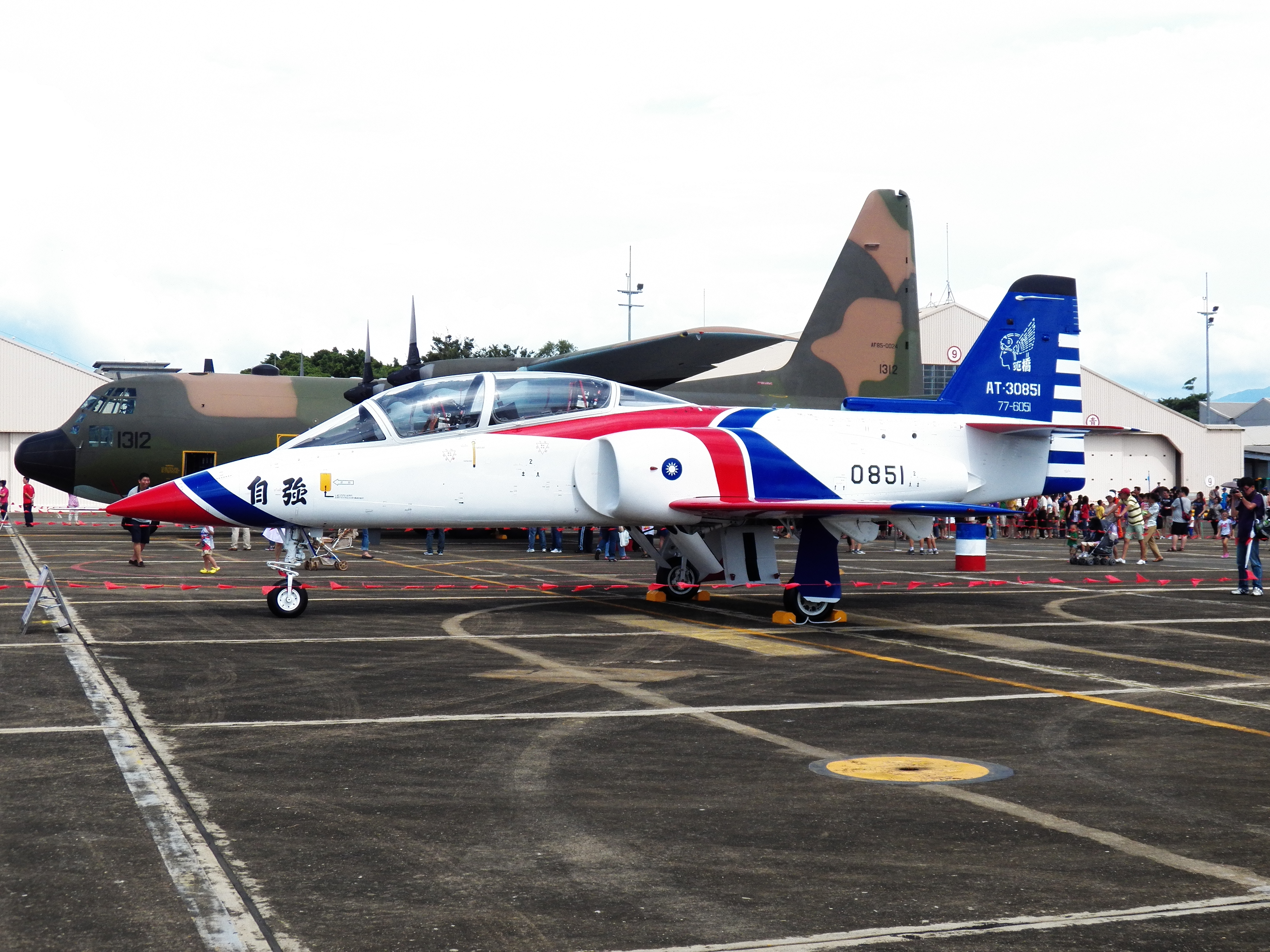
飛行訓練中失事的空軍AT-3 0851（2012年攝影）。

- 第六套輕油裂解廠內之臺灣化學纖維公司廠房上午因氫氣外洩造成氣爆，未造成傷亡[20][21][22]。
- 一架空軍官校AT-3 0851教練機，上午11時55分起飛執行例行訓練，12時25分於南投縣信義鄉馬博拉斯山附近因不明原因失去聯繫，軍方動員空、陸軍部隊全力搜救[23][24][25]。

## 9月25日
- 司法院大法官作成《釋字第732號解釋》，宣告部分用於「大眾捷運系統土地聯合開發」之法規有違《憲法》保障人民居住自由、財產權之意旨，故自解釋公布日起不予適用；而本案聲請人——美河市案中遭徵收之地主——則可據此聲請再審[26][27][28][29]。

## 9月26日
- 上午6時38分，陸軍CH-47型直升機於四天前空軍官校AT-3 0851教練機雷達光點消失處西北方約1.5浬山地，發現疑似機輪及部分機體殘骸，6時43分經特戰人員前往勘查並確認失事殘骸[30]。中午12時50分，垂降山區的特戰人員於AT-3教練機座艙中發現飛行教官王勁鈞少校及學員黃俊榮中尉遺體[31]。二飛行員遺體於9月27日清晨由空軍SC-70C直升機吊掛運離，同日上午11時送返高雄岡山空軍官校[32]。

## 9月30日
- 行政院文化部為求2016年度預算審核能順利過關，2015年4月間曾開會討論以公帑補助立法委員，並未通過，但9月下旬卻有媒體透露會議紀要，遭外界質疑是否圖利特定政黨人士。文化部部長洪孟啟9月30日以「文件外流擔起全責」，向行政院院長毛治國遞辭呈，但隨即獲慰留，並退回辭呈[33][34]。洪孟啟10月1日請假接受健康檢查，當晚表示「為釐清真相」，決定接受慰留[35]。

- 退輔會主委董翔龍遭爆出去年九合一選舉時為國民黨助選時的錄音，內容顯示他鼓勵榮民致電刪除預算的立委，更口出「搗我們蛋的、刪我們預算的，混蛋」等字眼，引起野黨立委砲轟。董翔龍在今日接受立委蔡煌瑯質詢時坦承失言並數度道歉[36]。